# Alexander Gerst
Alexander Gerst (Künzelsau, 3 mei 1976) is een Duits ruimtevaarder van de ESA die sinds 2009 lid is van het Europees astronautenkorps. In totaal heeft Gerst twee vluchten naar het ISS op zijn naam staan.
Zijn eerste ruimtevlucht was Sojoez TMA-13M en vond plaats op 28 mei 2014. De missie bracht een nieuwe bemanning naar het internationale ruimtestation ISS. Tijdens deze missie maakte Gerst één ruimtewandeling.
In 2018 nam Gerst deel aan ISS-Expeditie 56 en ISS-Expeditie 57. Vanuit het ISS speelde hij op 20 juli (plaatselijke tijd) mee bij een concert van de Duitse band Kraftwerk.
Gerst studeerde voor een master in aardwetenschappen aan Victoria University of Wellington in Nieuw-Zeeland.